# Rara (pel·lícula)
Rara és una pel·lícula xilena dirigida per Pepa San Martín, escrita per Alicia Scherson i protagonitzada per Julia Lübbert i Mariana Loyola. El film és el primer llargmetratge produït per Manufactura de Películas basada a Santiago de Xile i coproduït per Le Tiro Cine de Buenos Aires.
Rara va obtenir el Premi del Jurat al 66è Festival Internacional de Cinema de Berlín en 2016, i va ser guanyador d'un Premi Horitzó Llatí en la 64° edició del Festival Internacional de Cinema de Sant Sebastià 2016.

## Sinopsi
La Sara, una noia de 13 anys, s'enfronta a reptes amb l'escola, els nois, amagant un secret al seu millor amic i els seus pares baralant-se. No té problemes amb la seva mare que viu amb una altra dona, encara que el seu pare no hi estigui d'acord

## Repartiment
- Julia Lübbert com Sara.
- Mariana Loyola com Paula
- Emilia Ossandón com Cata.
- Agustina Muñoz com Lía.
- Daniel Muñoz com Víctor.
- Sigrid Alegría com Nicole
- Coca Guazzini com Icha
- Micaela Cristi com Pancha.
- Luz Croxatto com Eugenia
- Nicolás Vigneaux comoJulián.
- Enrique Bustamante com orientador del col·legi.

## Premis
| Premi                                             | Categoria                                     | Nominat         | Resultat   |
| ------------------------------------------------- | --------------------------------------------- | --------------- | ---------- |
| 66è Festival Internacional de Cinema de Berlín    | Premi del Jurat Internacional Generació Kplus | Pepa San Martín | Guanyador  |
| 66è Festival Internacional de Cinema de Berlín    | Best First Feature Award                      | Pepa San Martín | Nominat    |
| 66è Festival Internacional de Cinema de Berlín    | Os de Plata                                   | Pepa San Martín | Nominat    |
| Festival Internacional de Cinema de Sant Sebastià | Premi Horizontes Latinos                      | Pepa San Martín | Guanyador  |
| Festival Internacional de Cinema de Sant Sebastià | Premi Sebastiane Latino                       | Pepa San Martín | Guanyador  |
| Festival de Cinema de Jerusalem                   | FIPRESCI Prize                                | Pepa San Martín | Nominat    |
| Festival de Cinema de Seattle                     | Nous directors                                | Pepa San Martín | Nominat    |
| Festival de Cinema Gai i Lèsbic de Lisboa         | Millor llargmetratge                          | Pepa San Martín | Guanyador  |
| Festival de Cinema Gai i Lèsbic de Lisboa         | Millor actriu                                 | Julia Lübbert   | Guanyador  |
| Premis Caleuche                                   | Millor actriu protagónica                     | Julia Lübbert   | Guanyadora |
| Premis Caleuche                                   | Millor actriu de suport                       | Mariana Loyola  | Guanyadora |
| Premios Platino                                   | Millor opera prima de ficció                  | Rara            | Nominada   |
| Premios Platino                                   | Cinema i Educació en Valors                   | Rara            | Nominada   |
| Premis Pedro Sienna                               | Millor Llargometratge Ficció                  | Rara            | Guanyadora |
| Premis Pedro Sienna                               | Millor Direcció                               | Pepa San Martín | Nominada   |
| Premis Pedro Sienna                               | Millor Interpretació Secundària Femenina      | Mariana Loyola  | Guanyadora |